# ISO 3166
De ISO-norm ISO 3166 geeft codes voor alle landen, grondgebieden of belangrijke geografische gebieden (bijvoorbeeld Antarctica), kortweg "landen" genoemd. 
De norm bestaat uit drie delen:
- ISO 3166-1 geeft driecijferige (numeric-3), drieletterige (alpha-3) en tweeletterige (alpha-2) codes voor alle landen, grondgebieden of belangrijke geografische gebieden (bijvoorbeeld AQ).
- ISO 3166-2 geeft codes voor onderdelen van landen, grondgebieden of belangrijke geografische gebieden.
- ISO 3166-3 legt de niet langer gebruikte codes uit ISO 3166-1 vast en kent hieraan vierletterige codes toe.